# Moralzarzal
Moralzarzal est une commune d’Espagne, dans la communauté autonome de Madrid.